# Mešita Achmata Kadyrova
Mešita Ahmada Kadyrova, plným názvem Mešita „Srdce Čečenska“ Ahmada Kadyrova (čečensky Маьждиг «Нохчийчоьнан дог» Кадыров Ахьмадан цӀарах дина маьждиг, rusky Мечеть «Сердце Чечни» имени Ахмата Кадырова) je mešita v Grozném. Byla postavena v letech 2006 až 2008. Její předlohou je Modrá mešita v Istanbulu. Je pojmenována po prvním čečenském prezidentovi a muftím Achmatu Abdulchamidoviči Kadyrovovi, zavražděném v roce 2004.